# Loopband (transportmiddel)

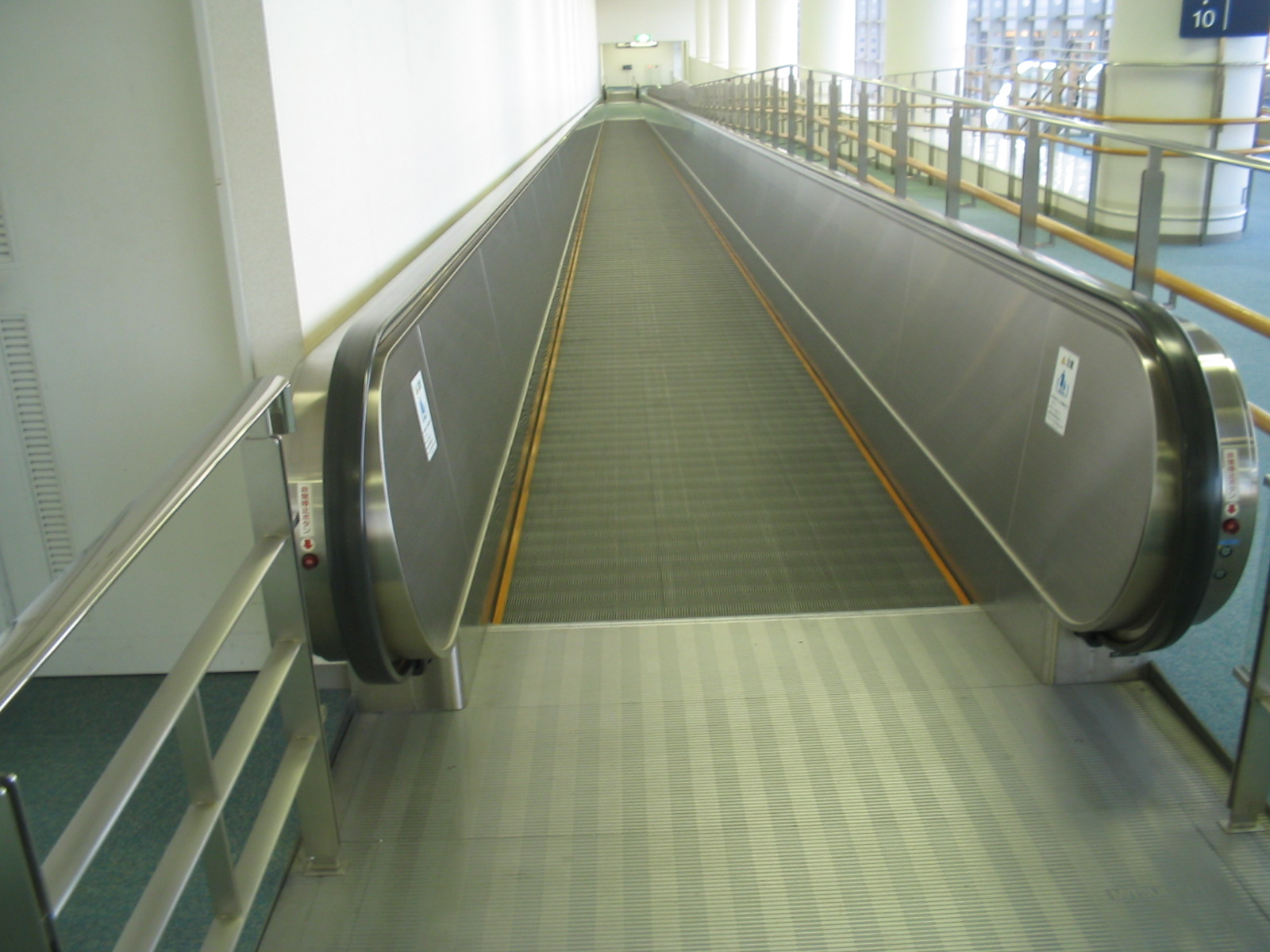
Loopband op de luchthaven van Hongkong

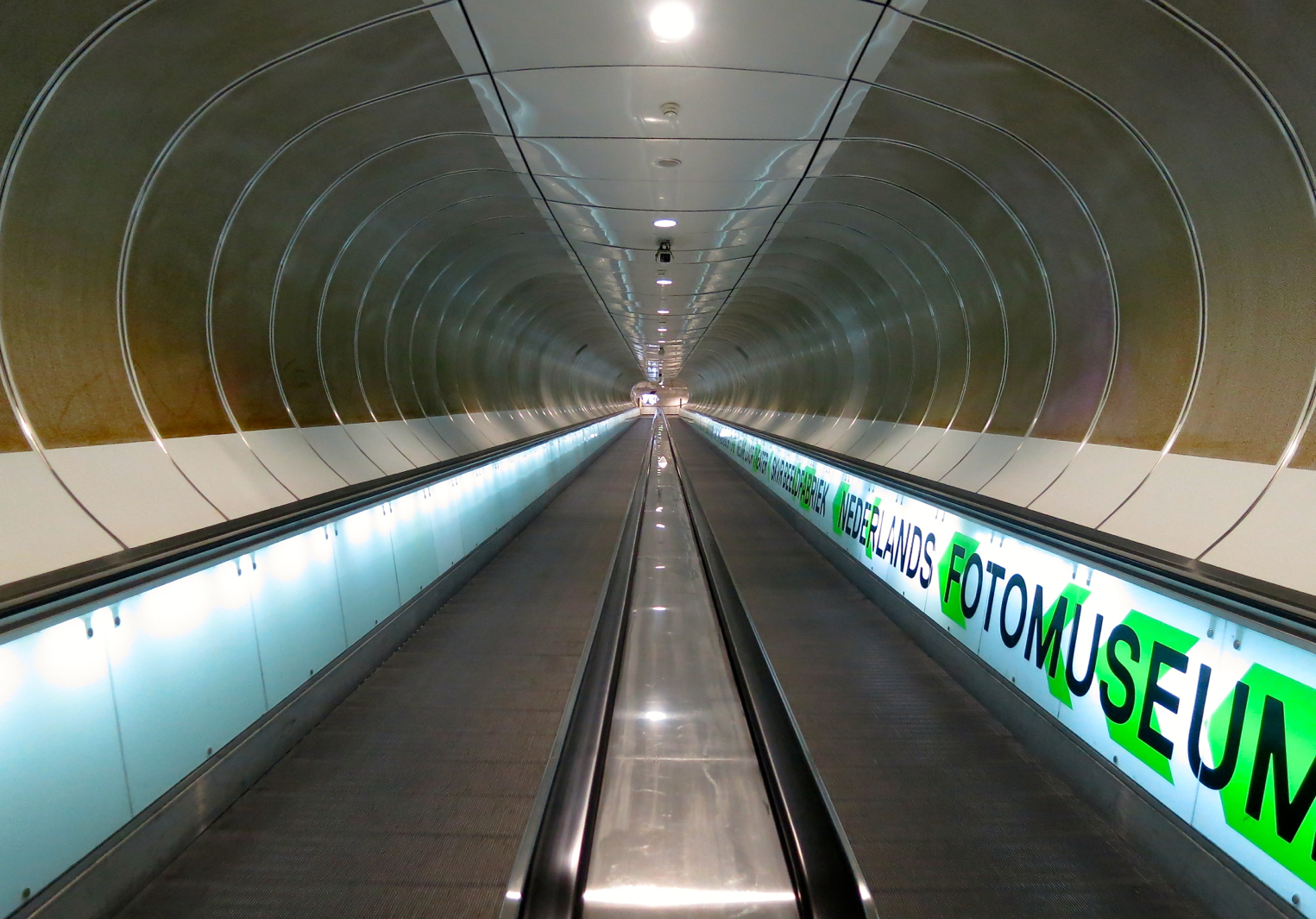
Tunnel met loopbanden in het Rotterdamse metrostation Wilhelminaplein

Een loopband (ook roltapijt, rolband, rolbaan, moving sidewalk of rollend trottoir) is een soort horizontale of hellende roltrap voor personenvervoer, om op te staan (comfortabel als men zware bagage heeft) of over te lopen om zich snel te verplaatsen. 
Loopbanden worden toegepast in openbare gebouwen zoals luchthavens, winkelcentra, warenhuizen en in metrostations om hoogteverschillen te overkomen, bijvoorbeeld tussen het straatniveau en een hogere of lagere verdieping. De helling moet wel voor rolstoelen, bagagekarretjes of winkelwagens te gebruiken zijn.  De hellingshoek heeft daarom om praktische en veiligheidsredenen een maximale waarde van 6%.
Dit concept wordt in Nederland bijvoorbeeld toegepast op de luchthaven Schiphol, de havenfaciliteiten in Hoek van Holland, en bij winkelcentra als Makro, Albert Heijn en Haaglanden MegaStores. Ook is een loopband te vinden in Rotterdam, op metrostation Wilhelminaplein, zodat reizigers onder het drukke kruispunt bij dit station door kunnen lopen.
In het buitenland worden loopbanden toegepast in bijvoorbeeld pretparken (zoals Disneyland Parijs), luchthavens en supermarktketens.

## Als (lopende) bandlift bij wintersport
Een bijzondere toepassing is in wintersportgebieden de loopband als skilift, ook wel (lopende) bandlift genoemd. Dergelijke kleine skiliften zijn ook te vinden bij indoorskibanen.

## Vergelijkbare technieken
Een in toegepaste techniek min of meer vergelijkbaar apparaat, dat wordt ingezet als fitnessmateriaal en als hulp- en/of onderzoeksmiddel op diverse gebieden, wordt ook loopband genoemd.  
Voor het transport van goederen tijdens het productieproces wordt een vergelijkbare lopende band gebruikt.

## Galerij
- Panorama of the Moving Boardwalk, een film van Thomas Edison vertoont de rue de l'Avenir (Straat van de Toekomst), een loopband die tijdens de Wereldtentoonstelling van 1900 een rondje door Parijs maakte.[2]

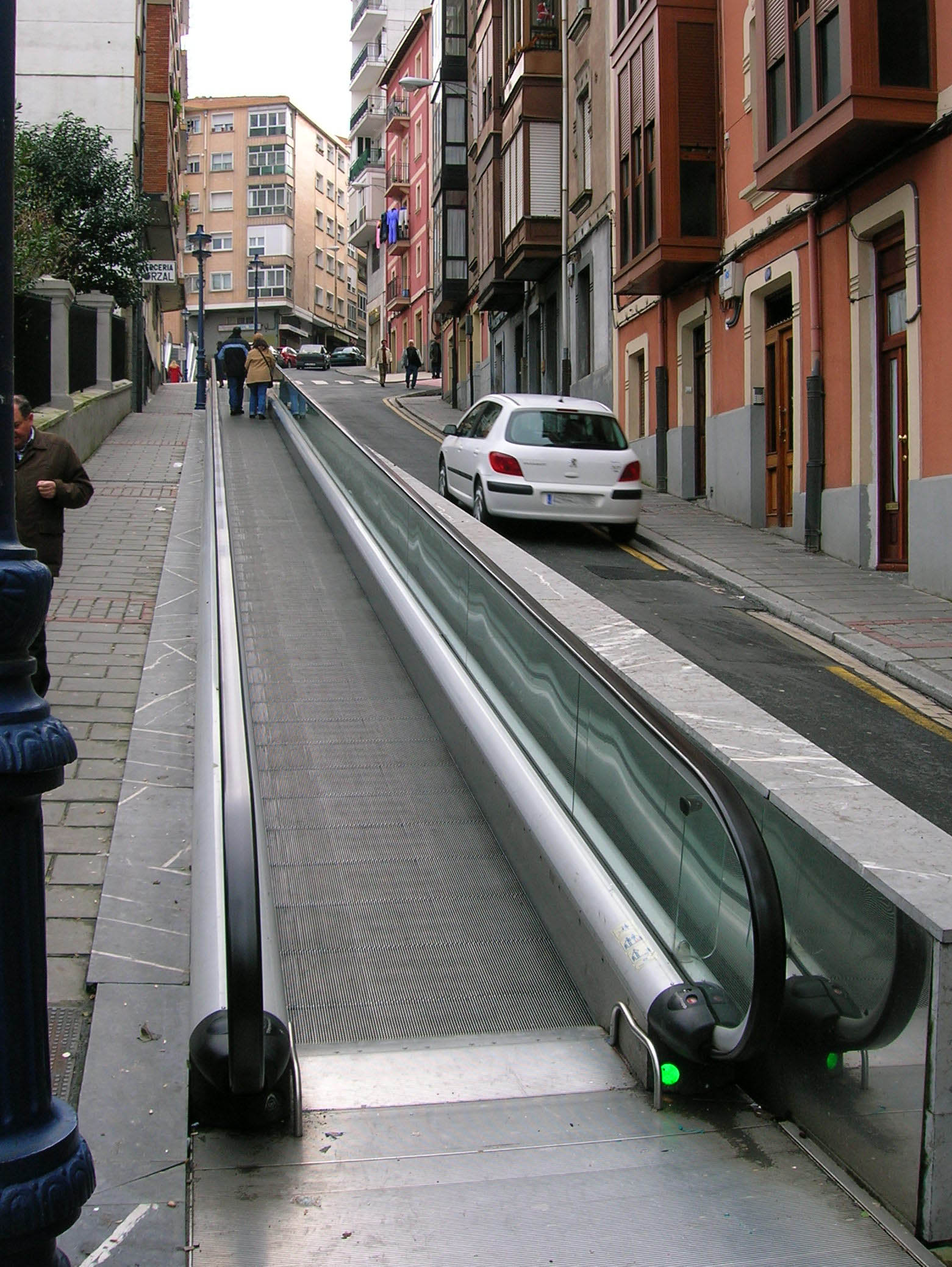
Loopband op hellende straat in Portugalete, in de Spaanse regio Baskenland
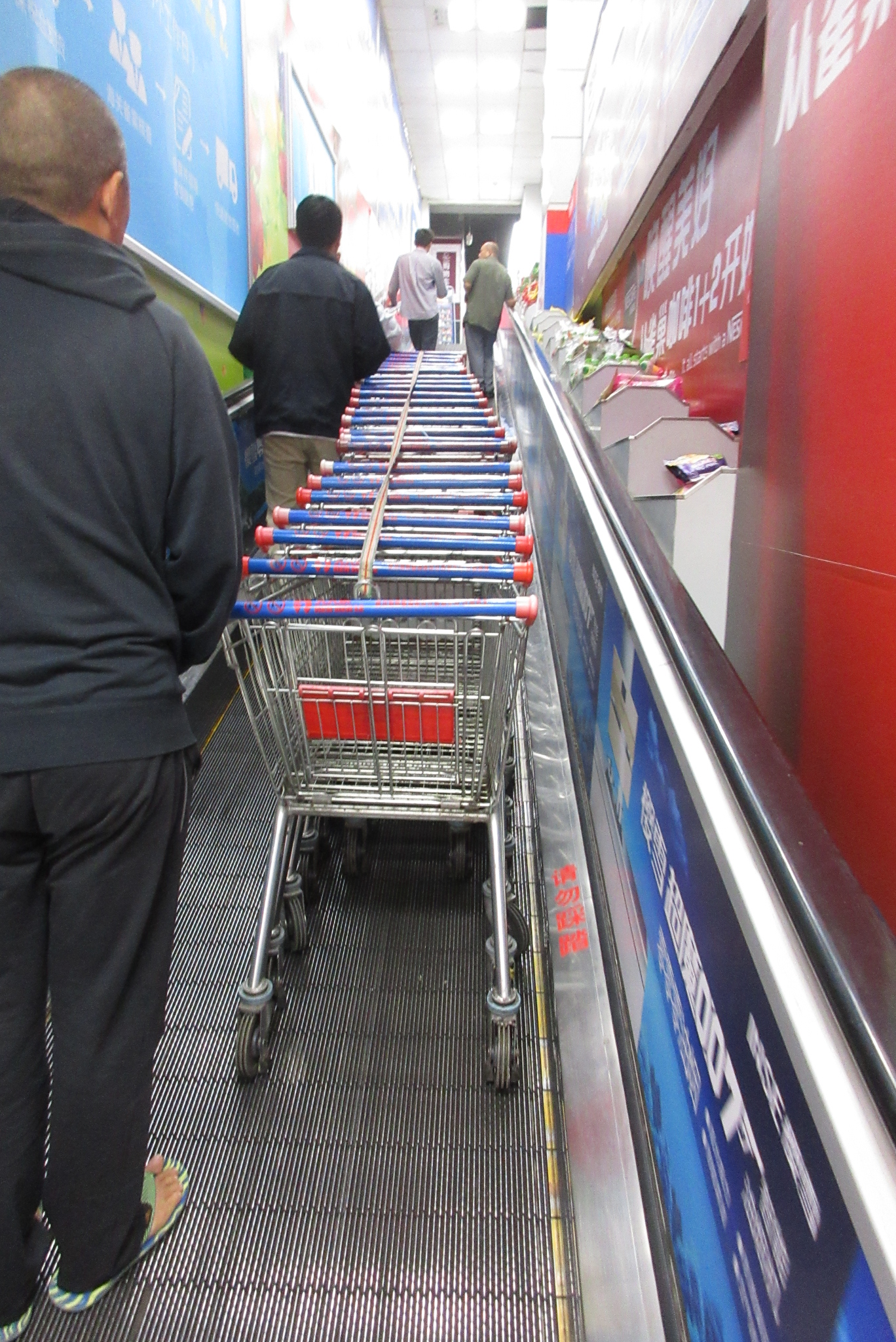
Vervoer van winkelwagentjes over een loopband in Shenzhen (Volksrepubliek China)
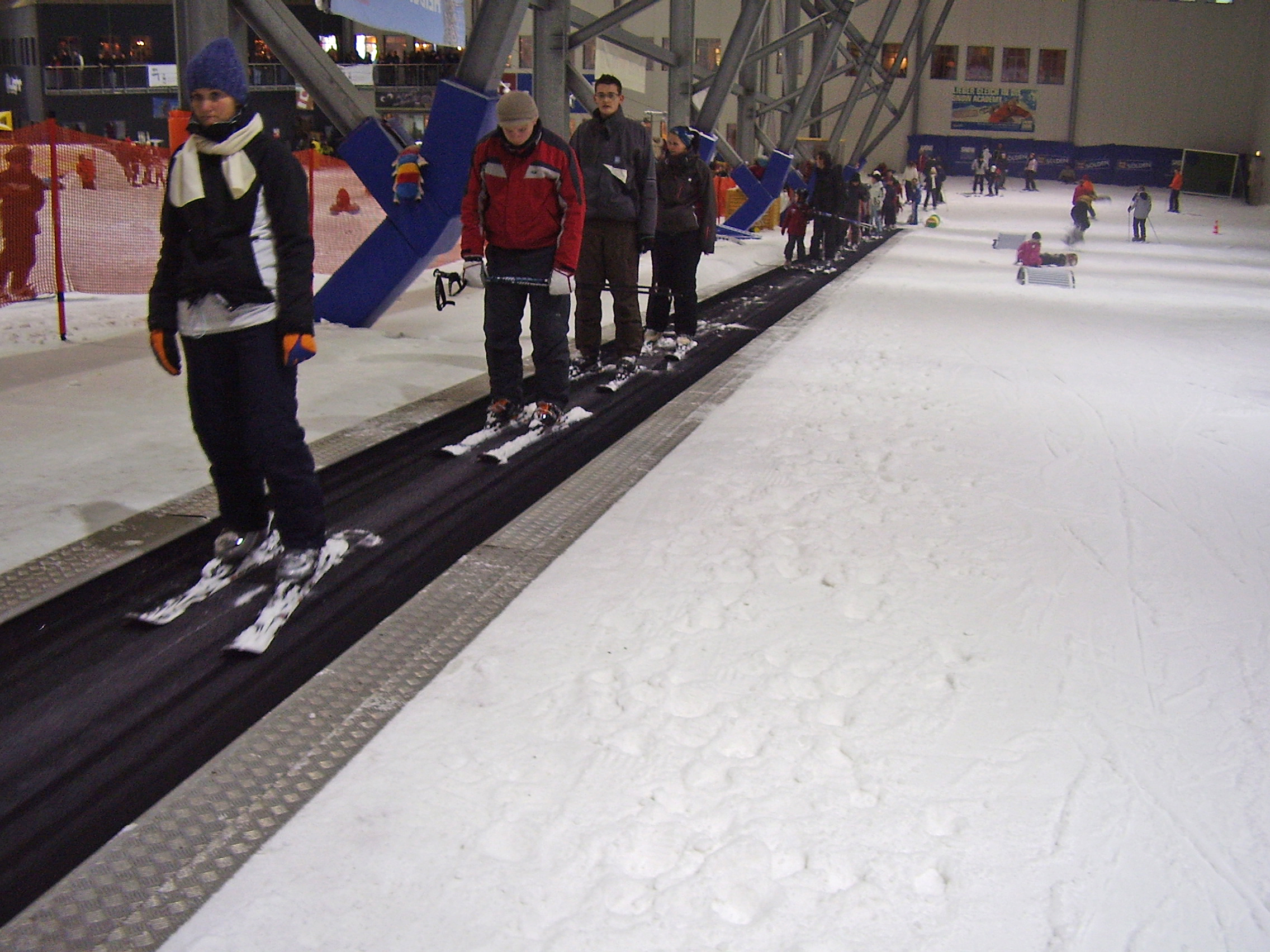
Lopende bandlift in Snow Dome Bispingen in het Nedersaksische Bispingen (Duitsland)
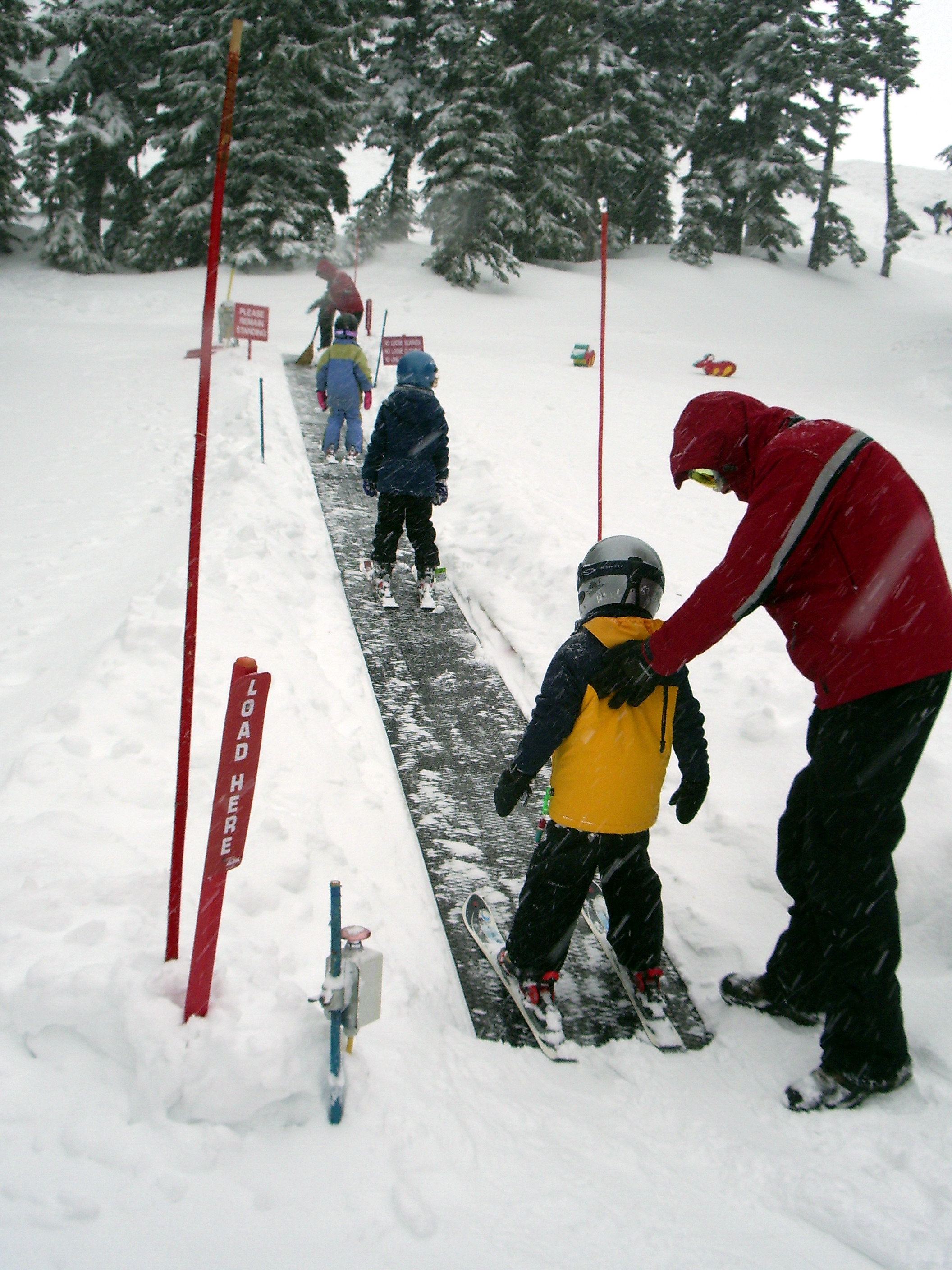
Mini-bandlift op een skipiste met een noodstopschakelaar en markeringspalen voor machines die de sneeuwlaag onderhouden
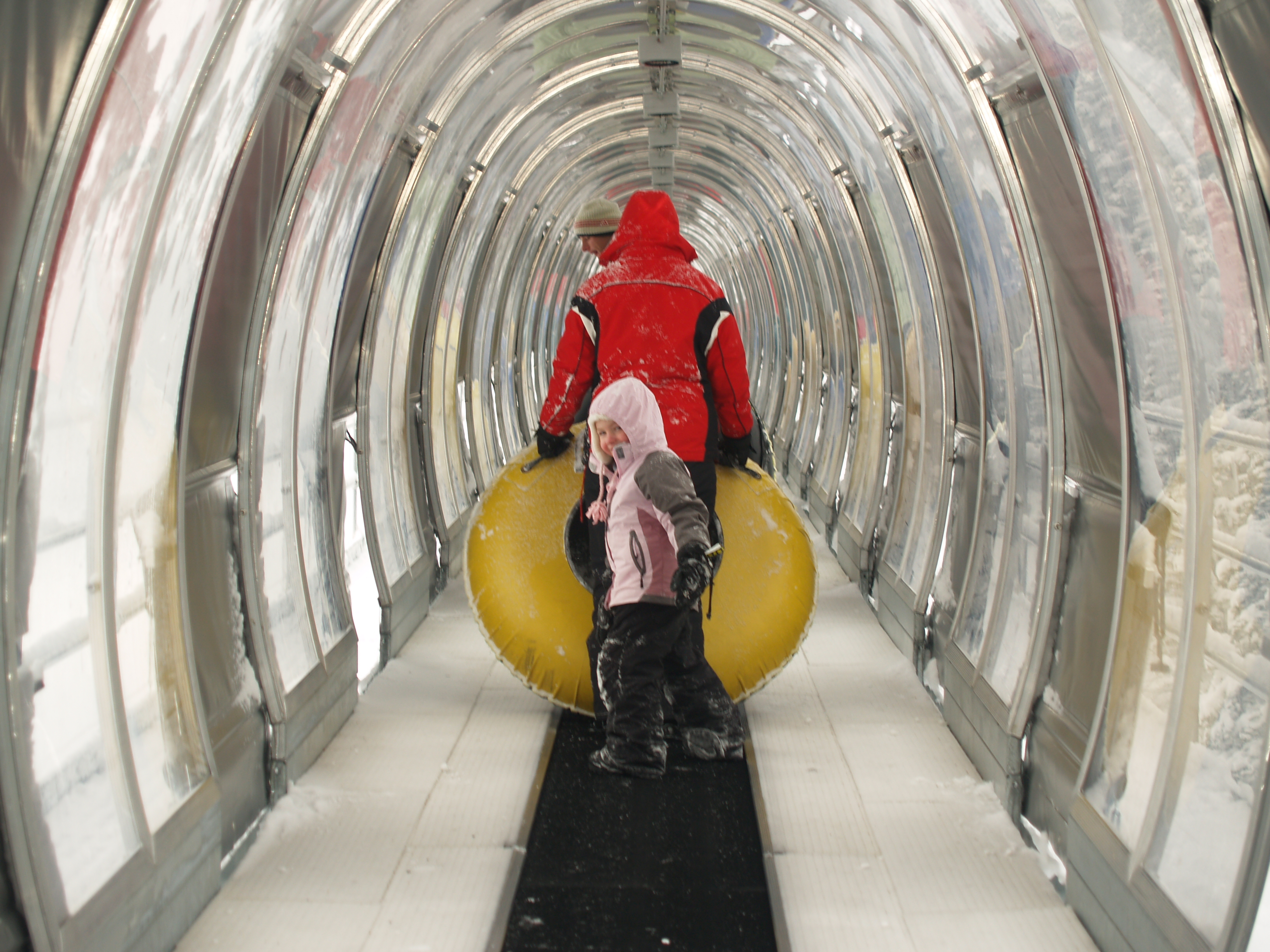
Overdekte bandlift Keystone Resort, Keystone in Colorado (VS)
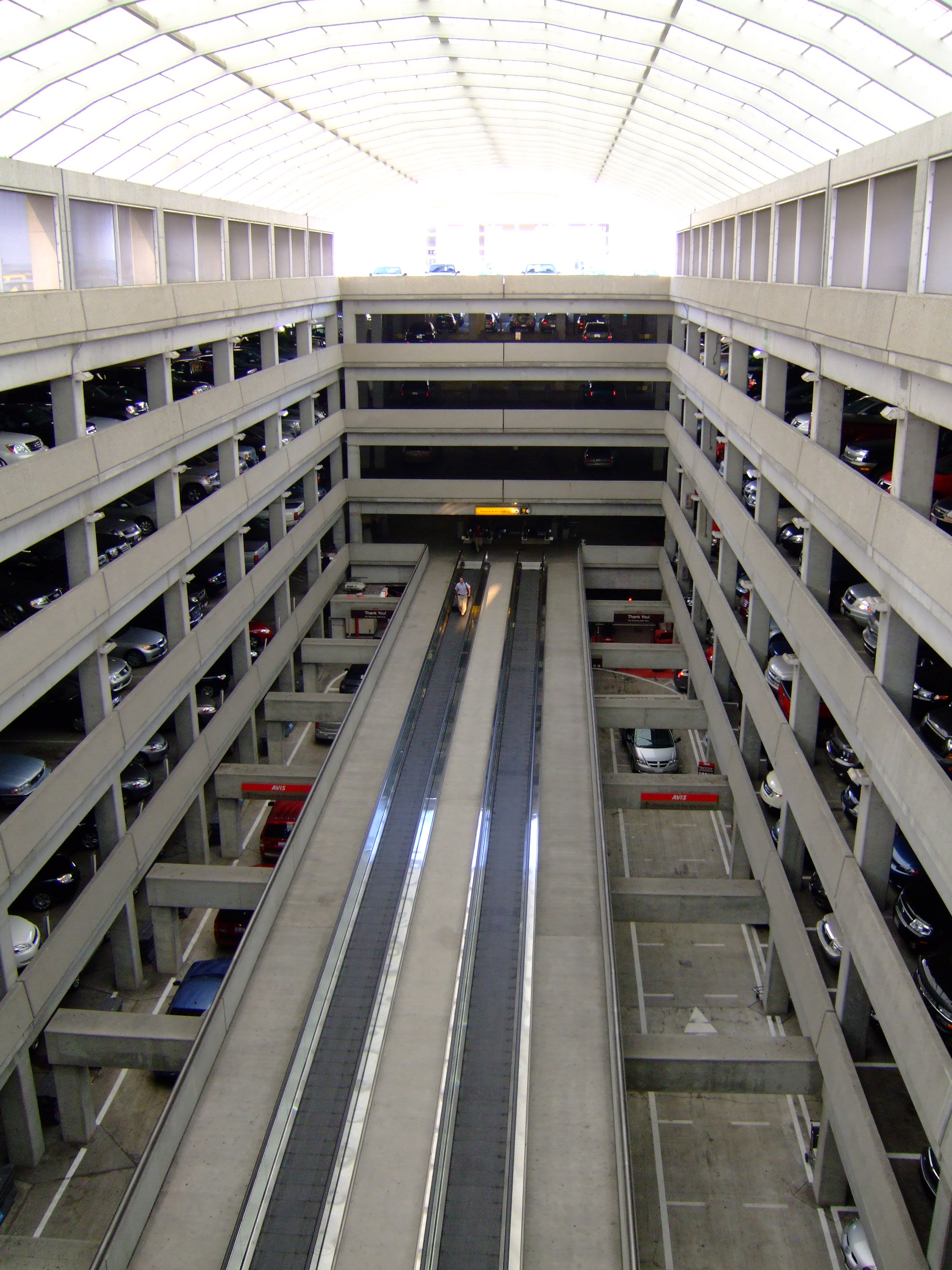
Loopband van bovenaf gezien (Parkeergarage John Glenn Columbus International Airport